# Carlet vermell
El carlet vermell o escarlet vermell (Hygrophorus russula, del grec higrós: humit, phorós: portador; del llatí russa: rosat) és un bolet comestible del grup dels carlets, de l'ordre dels agaricals.

## Descripció
La cutícula, que és parcialment separable, és llisa i lleugerament llistada, viscosa en temps humit, de color rosat i tacat de vermell vinós, és més fosca al centre. Contrasta amb les làmines i el peu més blancs. Carn abundant i compacta, fibrosa al peu, d'olor suau i gust dolç, de vegades una mica amargant.

## Hàbitat
Creix en alzinars, rouredes i fagedes, en tota mena de sòls, amb preferència pels bàsics i els neutres. Fructifica a la tardor, generalment en grans clapades, que reben el nom d'escarleteres. És un bolet tardà sent el seu mes preferit el novembre.

## Gastronomia
No s'acostuma a menjar després de ser collit, sinó que es conserva en sal o salmorra per a una utilització posterior. També es pot servir al bany maria o en vinagre. Traient-li la cutícula, ja que amarganteja, se'n millora la qualitat. És un bon comestible, millor per acompanyar guisats que per menjar-lo sol, perquè la seva carn absorbeix tots els agradables sabors del plat.